# Vaccinium calycinum
Vaccinium calycinum är en ljungväxtart som beskrevs av James Edward Smith.
Vaccinium calycinum ingår i Blåbärssläktet och familjen ljungväxter. Inga underarter finns listade i Catalogue of Life.

## Bildgalleri

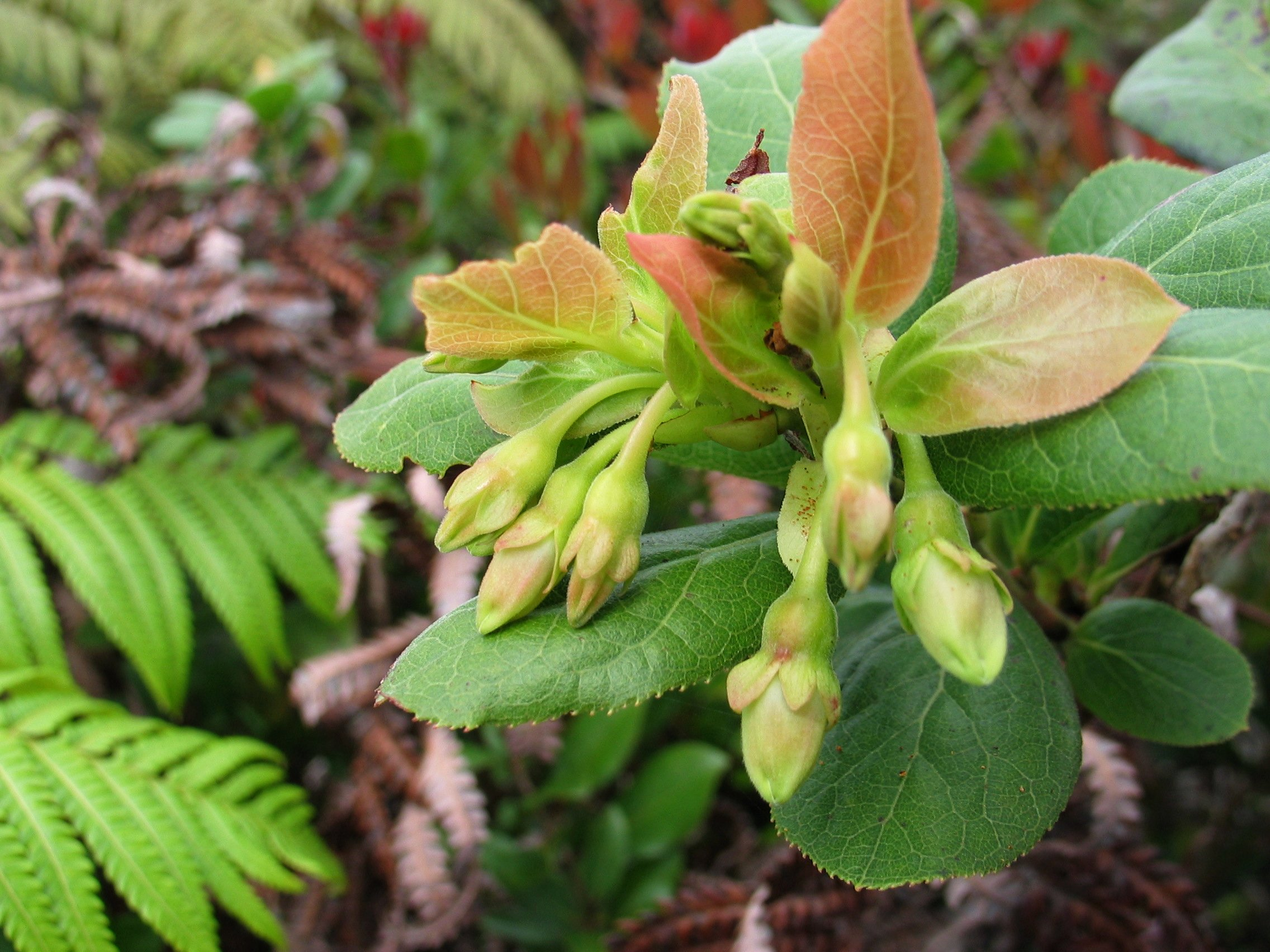
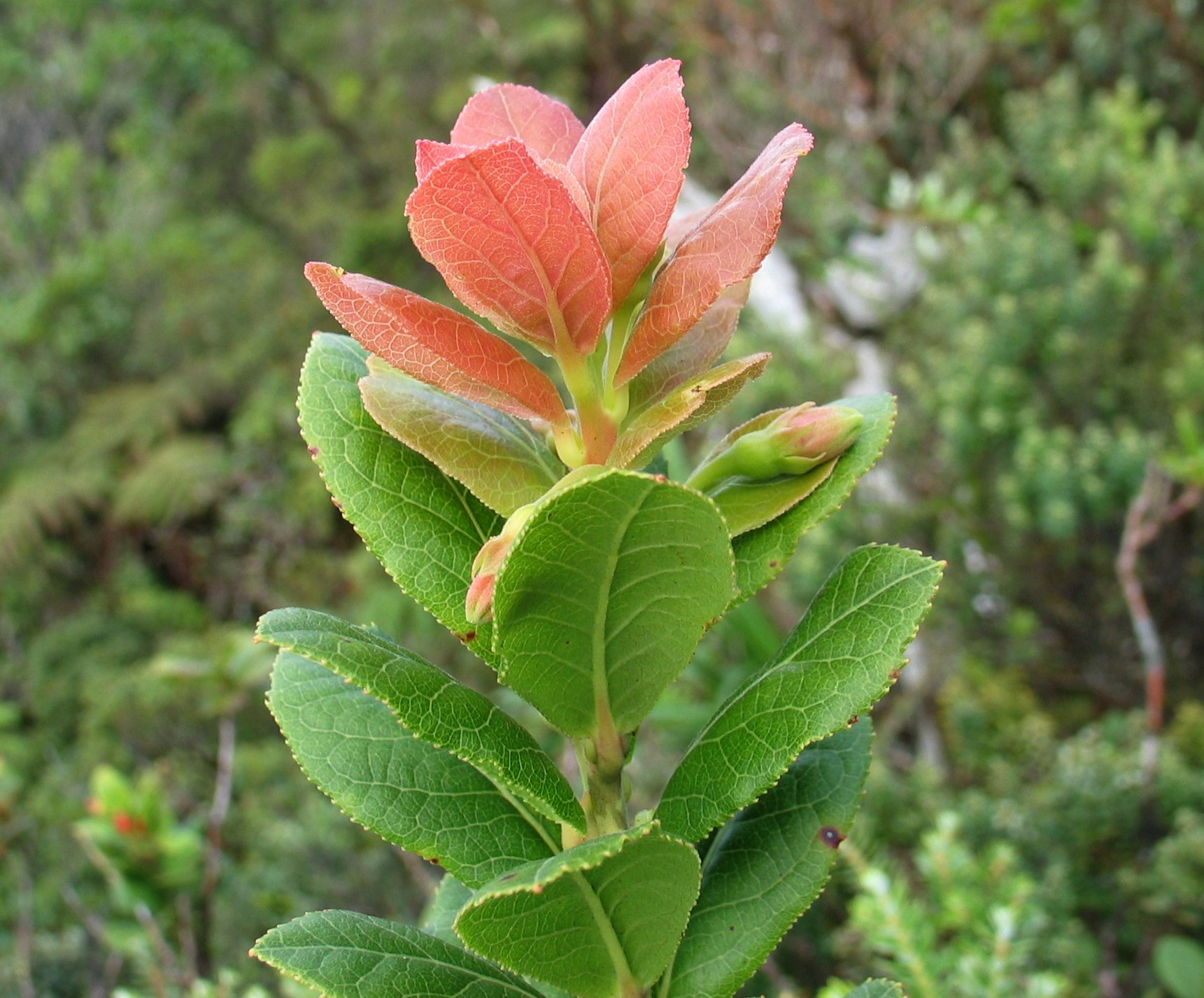
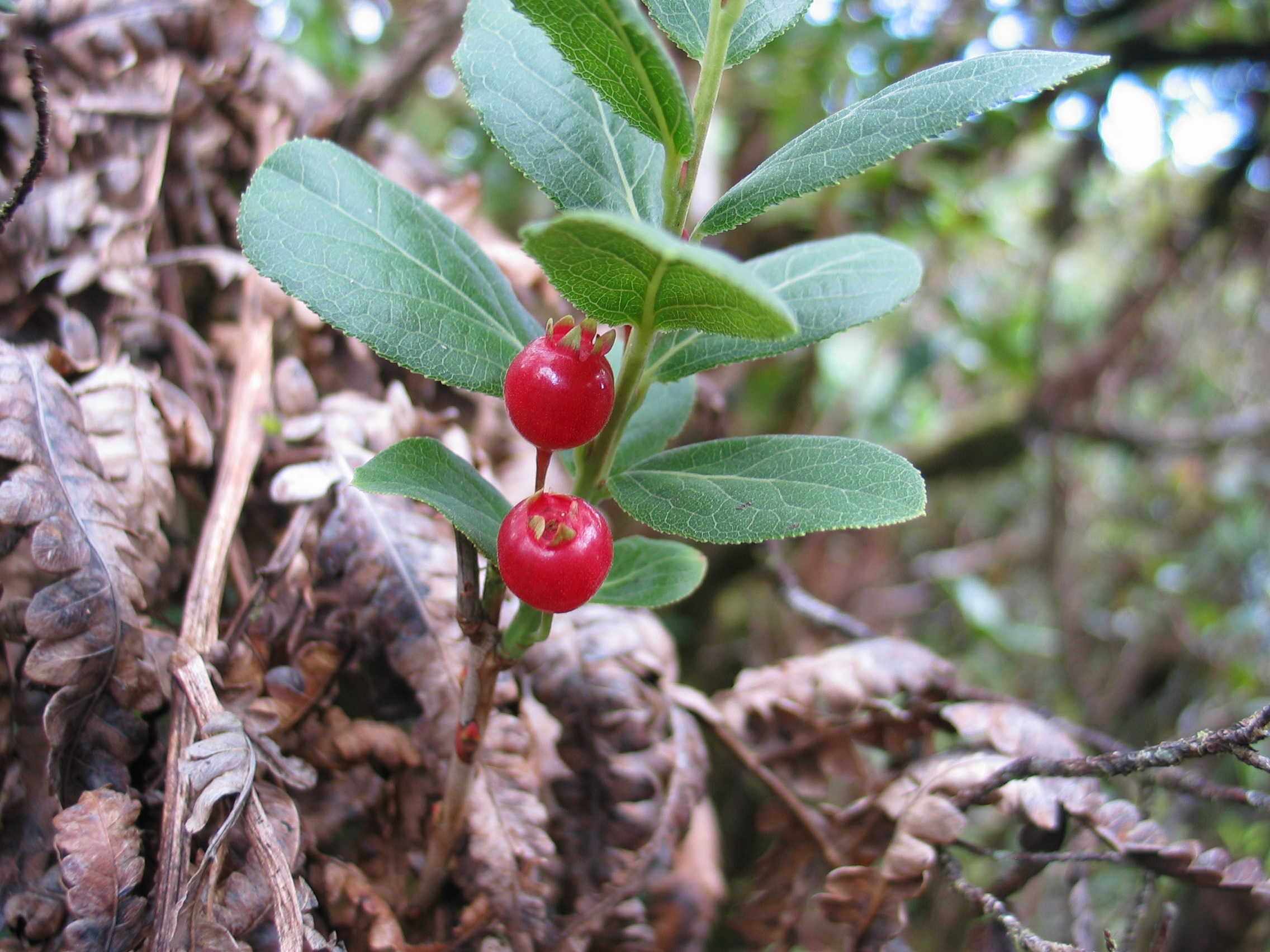
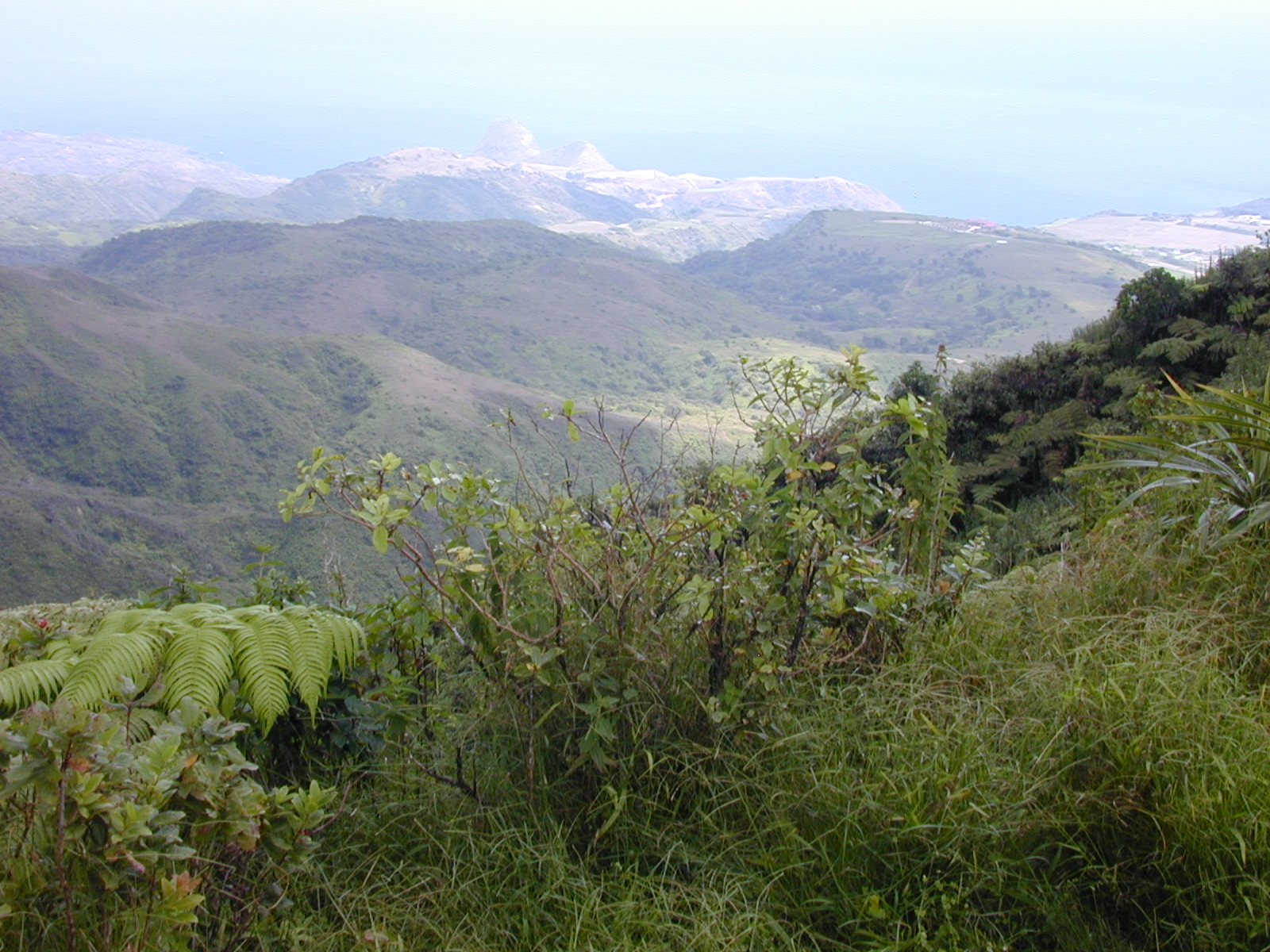
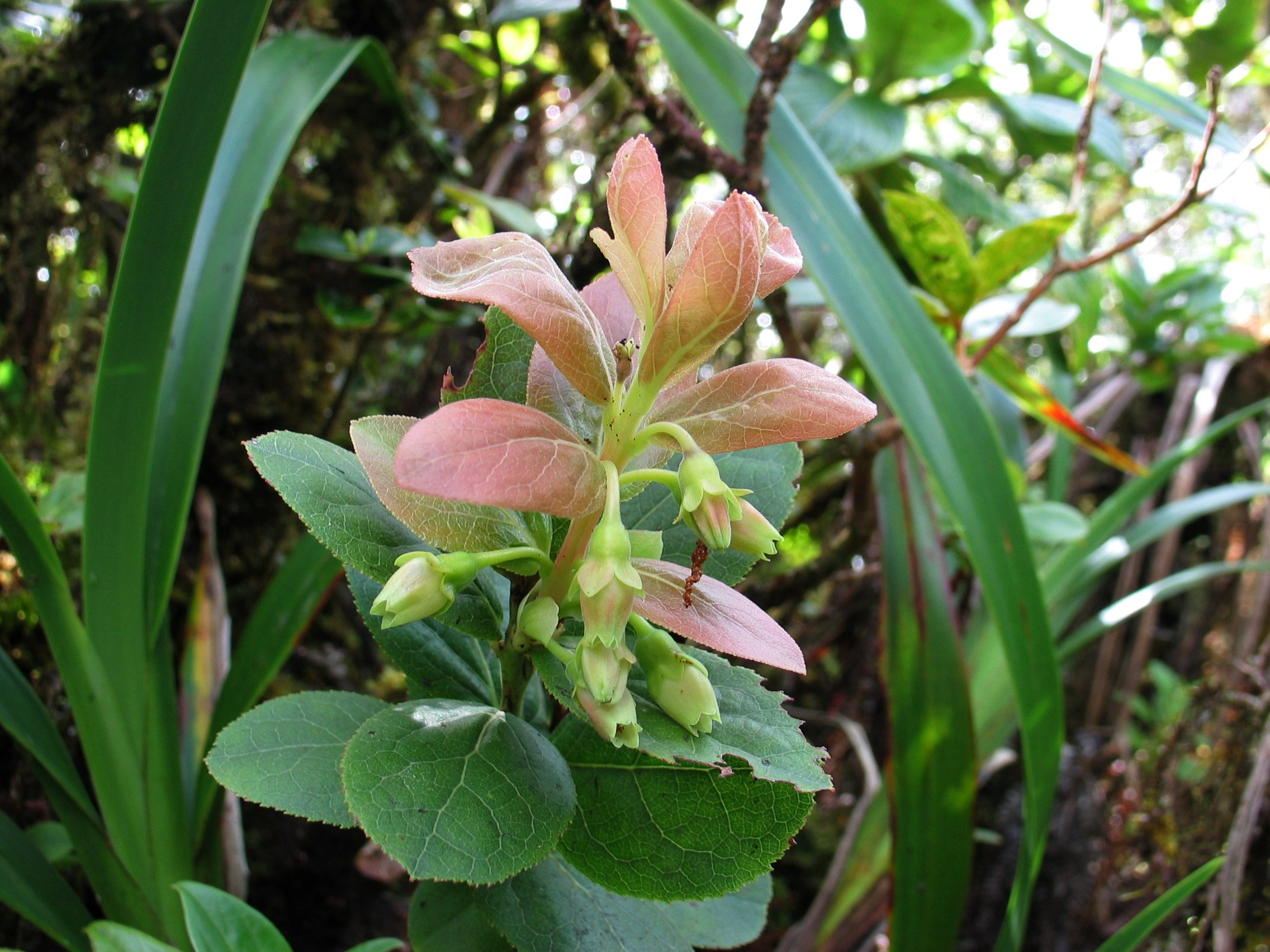